# Старое Морозково
Старое Морозково — посёлок в Свердловской области России, административно подчинённый городу Серову. Входит в Серовский муниципальный округ.
Ранее посёлок входил в состав Верх-Сосьвинского сельсовета Серовского района.

## Географическое положение
Посёлок Старое Морозково муниципального образования расположен в 10 километрах к северу от деревни Морозково, в 2 километрах к западу от посёлка Морозково. Вблизи посёлка расположен остановочный пункт Морозково-Старое Свердловской железной дороги.

## Население
| 2002 | 2010 |
| ---- | ---- |
| 1    | ↘0   |